# Auto motor und sport channel

Das Logo des Senders

Der auto motor und sport channel ist ein deutscher Pay-TV-Sender, der am 1. Juli 2009 auf Sendung gegangen ist.
Der auto motor und sport channel sendet 24 Stunden täglich Aktuelles und Wissenswertes rund um das Thema Auto und kann über die IPTV-Angeboten der Deutschen Telekom, Vodafone, Waipu.tv und Zattoo sowie bei Sunrise (Schweiz), Swisscom (Schweiz), Magenta Telekom (Österreich) und HD Austria (Österreich) empfangen werden. Außerdem können Programme auf den Video-on-Demand-Plattformen iTunes, Maxdome und GigaTV von Vodafone Deutschland sowie auf der Webseite der gleichnamigen Zeitschrift abgerufen werden.
Der Sender wird betrieben von der Motor Presse TV GmbH, einem Gemeinschaftsunternehmen der Motor Presse Stuttgart und des Medienunternehmers Jörg Schütte. Seit dem 3. Mai 2011 wird der Sender auch in High Definition (HD) ausgestrahlt. Seit 2019 ist der Sender für Kunden der Swisscom und von Magenta Austria zudem in UHD empfangbar.

## Programmformate
- Garagengold: Autosammler öffnen ihre Tore und zeigen ihre automobilen Schätze.
- Die Tester: Die aktuellen Modelle der Hersteller werden einem ausführlichen Testprogramm unterzogen.
- Drift: Der Sender wirft einen Blick auf den Rallye-Zirkus in Deutschland.
- Cars’n’Stripes: Autoimporteur und Tuner Karl Geiger wird bei seiner täglichen Arbeit in seiner Firma GeigerCars begleitet.
- Fast Lap: Rennfahrer Christian Menzel prüft Sportwagen auf Herz und Nieren. Höhepunkt der Sendung ist eine gemessene Rundenzeit auf einem Rundkurs in Mendig (Eifel).
- Beziehungskisten: Der Sender wirft einen Blick in verschiedene Kulturen der Automobil-Welt. Ob Drifter, Offroad-Fan oder Hot Rod-Enthusiast – das Format gibt einen Blick hinter die Kulissen.